# Léon Parisot
Léon Parisot (ur. 14 października 1890 w Paryżu  – zm. 13 maja 1971 tamże) – francuski kolarz torowy i szosowy, srebrny medalista mistrzostw świata.

## Kariera
Największy sukces w karierze Léon Parisot osiągnął w 1923 roku, kiedy zdobył srebrny medal w wyścigu ze startu zatrzymanego podczas mistrzostw świata w Zurychu. W zawodach tych wyprzedził go jedynie Paul Suter ze Szwajcarii, a trzecie miejsce zajął Niemiec Karl Wittig. Był to jedyny medal wywalczony przez Parisota na międzynarodowej imprezie tej rangi. Ponadto zdobył w swej koronnej konkurencji cztery srebrne medale torowych mistrzostw kraju (1923, 1927, 1928 i 1929), ale nigdy nie wystąpił na igrzyskach olimpijskich.